# V.League Top Match 2013 (femminile)
Il V.League Top Match 2013 si è svolto il 21 aprile 2013: al torneo hanno partecipato una squadra di club giapponese e una squadra di club sudcoreana; la vittoria finale è andata per la terza volta alle [Hisamitsu Springs.

## Regolamento
Si affrontano in gara unica il club campione della V.Premier League giapponese ed il vincitore della V-League sudcoreana.

## Partecipanti
| Squadra           | Qualificazione                            | Ultima partecipazione   |
| ----------------- | ----------------------------------------- | ----------------------- |
| Hisamitsu Springs | Vincitrice della V.Premier League 2012-13 | V.League Top Match 2009 |
| IBK Altos         | Vincitrice della V-League 2012-13         | Debutto                 |

## Torneo
| 21 aprile 2013 Xebio Arena, Sendai Durata: ? - Spettatori: ? | Hisamitsu Springs | 3 - 0 | IBK Altos | 25-16, 25-14, 25-20 |

## Premi individuali
| Premio                 | Giocatrice   | Squadra           |
| ---------------------- | ------------ | ----------------- |
| MVP                    | Yuki Ishii   | Hisamitsu Springs |
| Most Impressive Player | Nam Jie-youn | IBK Altos         |